# پینالانداواتا
پینالانداواتا (به لاتین: Pinnalandawatta) یک منطقهٔ مسکونی در سری‌لانکا است که در استان مرکزی (سری‌لانکا) واقع شده‌است.